# Luís Augusto Osório Romão
Luís Augusto Osório Romão (20 november 1983) is een voormalig Braziliaans voetballer.

## Carrière
Augusto speelde tussen 2004 en 2008 voor Santos, Paysandu, Yokohama FC, Oita Trinita en Albirex Niigata.